# Рейллі Опелка
Рейллі Опелка (англ. Reilly Opelka, нар. 28 серпня 1997) — американський професійний тенісист. Переможець юніорського Вімблдону 2015 року.

## Фінали туру ATP

### Одиночний розряд: 7 (4 титули, 3 поразки)
| Легенда                      |
| ---------------------------- |
| Турніри Великого шлему (0–0) |
| Тур ATP Мастерс 1000 (0–1)   |
| Тур ATP 500 (0–0)            |
| Тур ATP 250 (4–2)            |

| Фінали за покриттям |
| ------------------- |
| Тверде (3–3)        |
| Ґрунт (1–0)         |
| Трава (0–0)         |

| Фінали за типом корту |
| --------------------- |
| Відкритий корт (2–3)  |
| Закритий корт (2–0)   |

| Результат | В-П | Дата     | Турнір                                   | Категорія | Покриття   | Опонент          | Рахунок                 |
| --------- | --- | -------- | ---------------------------------------- | --------- | ---------- | ---------------- | ----------------------- |
| Перемога  | 1–0 | Лют 2019 | New York Open, США                       | ATP 250   | Тверде (i) | Брейден Шнур     | 6–1, 6–7(7–9), 7–6(9–7) |
| Перемога  | 2–0 | Лют 2020 | Delray Beach Open, США                   | ATP 250   | Тверде     | Йосіхіто Нісіока | 7–5, 6–7(4–7), 6–2      |
| Поразка   | 2–1 | Сер 2021 | Мастерс Канада, Канада                   | ATP 1000  | Тверде     | Данило Медведєв  | 4–6, 3–6                |
| Перемога  | 3–1 | Лют 2022 | Dallas Open, США                         | ATP 250   | Тверде (i) | Дженсон Бруксбі  | 7–6(7–5), 7–6(7–3)      |
| Поразка   | 3–2 | Лют 2022 | Delray Beach Open, США                   | ATP 250   | Тверде     | Кемерон Норрі    | 6–7(1–7), 6–7(4–7)      |
| Перемога  | 4–2 | Кві 2022 | U.S. Men's Clay Court Championships, США | ATP 250   | Ґрунт      | Джон Ізнер       | 6–3, 7–6(9–7)           |
| Поразка   | 4–3 | Січ 2025 | Brisbane International, Австралія        | ATP 250   | Тверде     | Їржі Легечка     | 1–4 ret.                |

### Парний розряд: 4 (1 титул, 3 поразки)
| Легенда          |
| ---------------- |
| Grand Slam (0–0) |
| ATP 1000 (0–0)   |
| ATP 500 (0–2)    |
| ATP 250 (1–1)    |

| Фінали за покриттям |
| ------------------- |
| Тверде (1–2)        |
| Ґрунт (0–0)         |
| Трава (0–1)         |

| Фінали за типом корту |
| --------------------- |
| Відкритий корт (1–1)  |
| Закритий корт (0–2)   |

| Результат | В-П | Дата     | Турнір                                      | Категорія | Покриття   | Партнер              | Опоненти                            | Рахунок               |
| --------- | --- | -------- | ------------------------------------------- | --------- | ---------- | -------------------- | ----------------------------------- | --------------------- |
| Поразка   | 0–1 | Жов 2019 | Swiss Indoors, Швейцарія                    | ATP 500   | Тверде (i) | Тейлор Фріц          | Жан-Жульєн Роєр Горія Текеу         | 5–7, 3–6              |
| Поразка   | 0–2 | Лют 2020 | New York Open, США                          | ATP 250   | Тверде (i) | Стів Джонсон         | Домінік Інглот Айсам-уль-Хак Куреші | 6–7(5–7), 6–7(6–8)    |
| Поразка   | 0–3 | Чер 2021 | Queen's Club Championships, Велика Британія | ATP 500   | Трава      | Джон Пірс (тенісист) | П'єр-Юг Ербер Ніколя Маю            | 4–6, 5–7              |
| Перемога  | 1–3 | Лип 2021 | Atlanta Open, США                           | ATP 250   | Тверде     | Яннік Сіннер         | Steve Johnson Джордан Томпсон       | 6–4, 6–7(6–8), [10–3] |